# ヤリカタギ
ヤリカタギ（槍担、学名：Chaetodon trifascialis）とは、スズキ目チョウチョウウオ科チョウチョウウオ属に属する海水魚の一種である。

## 名称

### 別称及び地方名
カーサー、カーサグァー(共に沖縄県)。
どちらもチョウチョウウオ科の魚の総称である。
英名は、本種の体側の模様が山の形に見えることに由来する。

## 特徴

### 生息域
紅海、東アフリカからインド、太平洋に分布。
水深30mより浅いサンゴ礁に生息する。

### 体長
最大で18cmほど。

### 形態

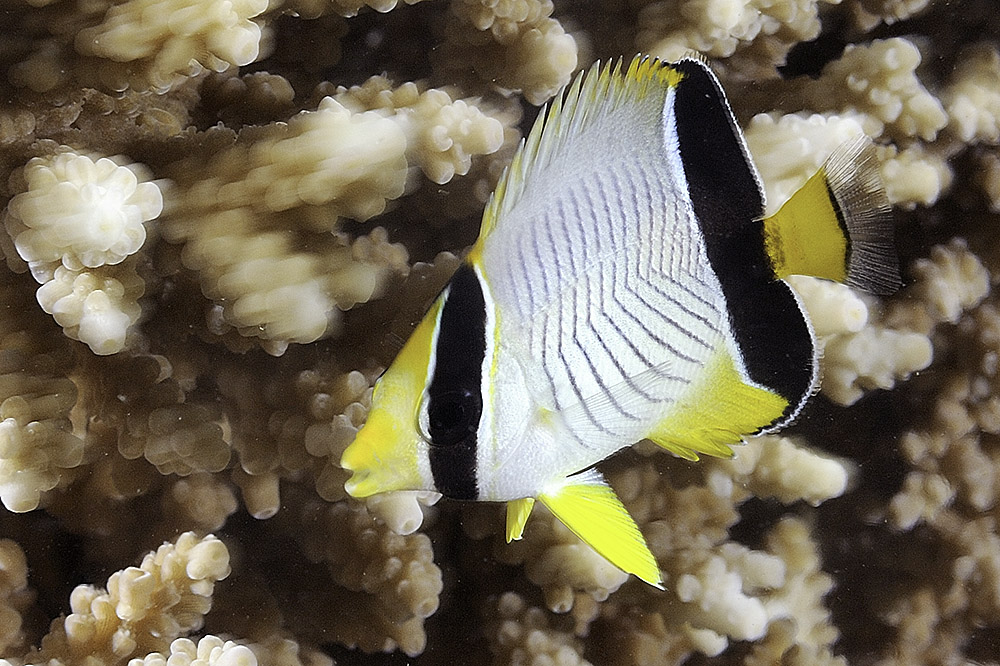
幼魚

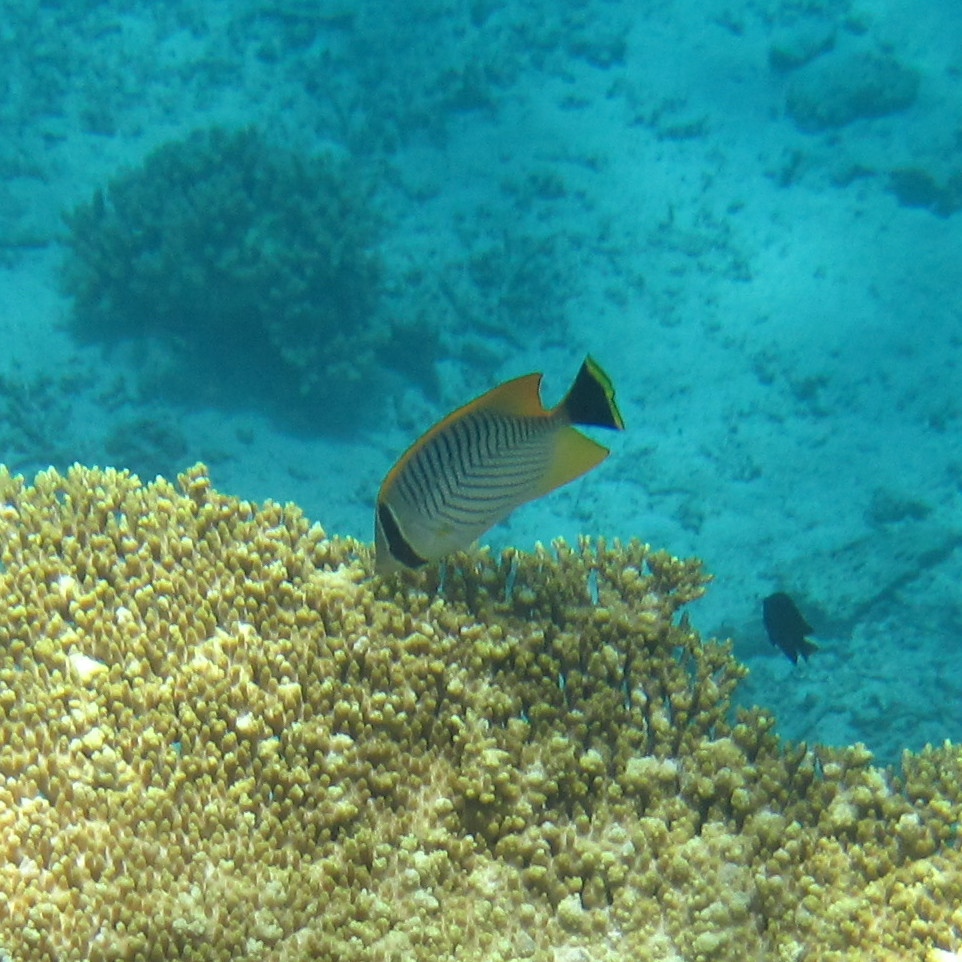
ミドリイシを食べるヤリカタギ

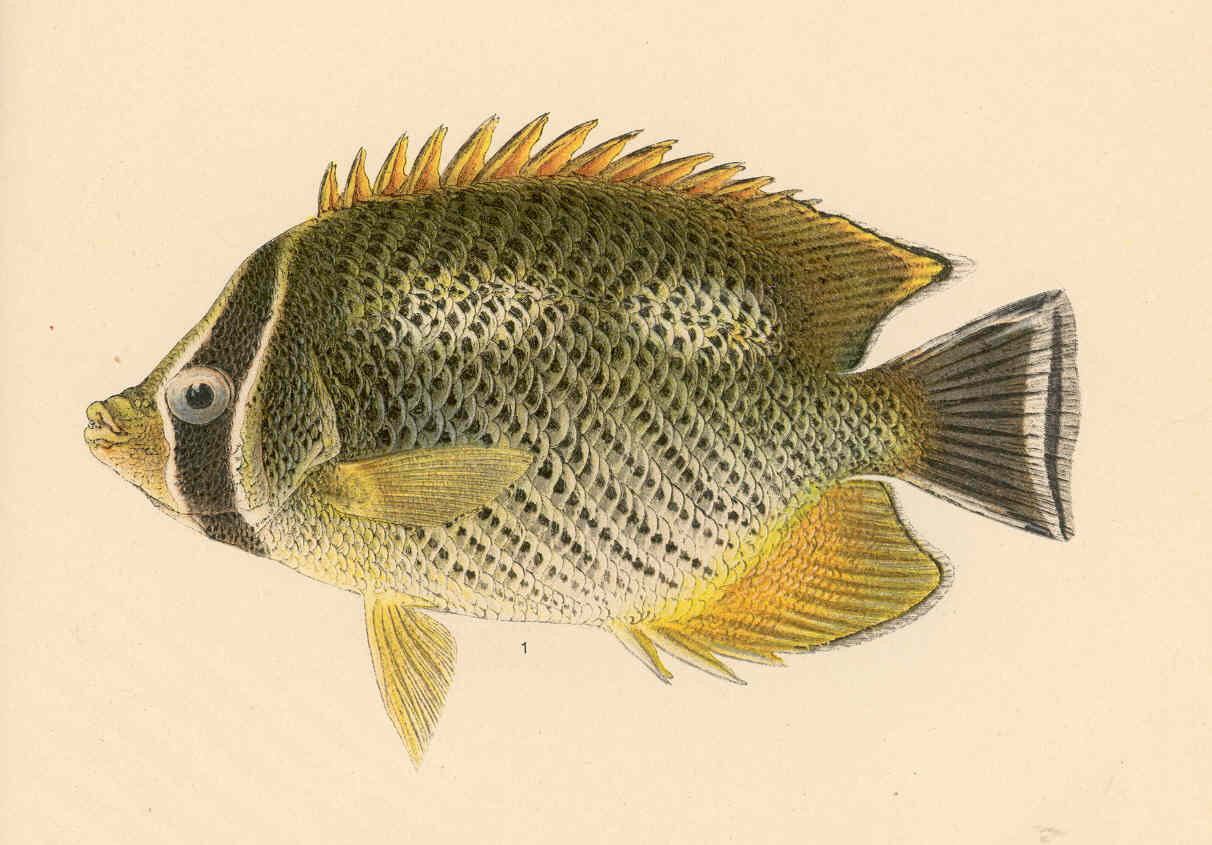
夜間の体色

チョウチョウウオ科の中では最も細長い体型である。
体側の模様はミカドチョウチョウウオなどに似ているが、体高が低く、背鰭や臀鰭は黄色で、その後方が角ばり、白く縁取られることにより区別することができる。
成魚の尾鰭は黒く、幼魚は黄色いため、見分けることが可能。成魚・幼魚ともに眼を通る黒色帯がある。
サンゴのポリプの中でもミドリイシ種を好んで食性とし、ミドリイシ種のテーブルサンゴの間を泳ぐ本種が見られ、その場からあまり離れずに泳ぐ。
夜になると体色が変化し、体の中央部に模様が現れる。

## 人との関わり

### 飼育
観賞魚。ポリプ食の本種は餌付けが難しく、縄張り意識が強いため、チョウチョウウオ科の魚の中でも特に飼育が難しい。

## その他
ヤリカタギは餌となるサンゴの白化や地球温暖化による熱ストレスの影響で近年減少しつつあり、「準絶滅危惧」と判定されている。